# Chambon-la-Forêt
Chambon-la-Forêt é uma comuna francesa na região administrativa do Centro, no departamento Loiret. Estende-se por uma área de 17,32 km². Em 2010 a comuna tinha 967 habitantes (densidade: 55,8 hab./km²).